# Cabinet of Curiosities
Guillermo del Toro's Cabinet of Curiosities, nota semplicemente come Cabinet of Curiosities, è una serie televisiva antologica statunitense del 2022 creata da Guillermo del Toro. Quest'ultimo introduce ogni episodio, presentandolo con un oggetto e la statuina del regista.

## Episodi
| Stagione       | Episodi | Prima TV originale | Prima TV Italia |
| -------------- | ------- | ------------------ | --------------- |
| Prima stagione | 8       | 2022               | 2022            |

## Produzione

### Sviluppo
Il 14 maggio 2018 la serie ha ricevuto l'ordine di produzione da parte di Netflix.
Nel settembre 2021, The Hollywood Reporter annunciò che la regista Jennifer Kent avrebbe scritto e diretto un episodio con protagonista Essie Davis, mentre i restanti sei episodi sarebbero stati diretti individualmente da Ana Lily Amirpour, Panos Cosmatos, Catherine Hardwicke, Guillermo Navarro, David Prior, Vincenzo Natali e Keith Thomas, e scritti da Regina Corrado, Lee Patterson, Haley Z. Boston, Mika Watkins e Aaron Stewart-Ahn.

### Riprese
Le riprese della serie sono iniziate con il titolo provvisorio Guillermo del Toro Presents: 10 After Midnight il 28 giugno 2021 a Toronto, in Canada, e si sono concluse il 16 febbraio 2022.

## Promozione
Il teaser è stato diffuso online il 6 giugno 2022, mentre il trailer il 15 agosto successivo.

## Distribuzione
I primi due episodi sono stati distribuiti da Netflix il 25 ottobre 2022, mentre i restanti nei giorni successivi.

## Accoglienza

### Critica
La serie è stata accolta positivamente dalla critica. Sull'aggregatore di recensioni Rotten Tomatoes ottiene il 93% delle recensioni professionali positive,
con un voto medio di 7,6 su 10 basato su 55 critiche, mentre su Metacritic ha un punteggio di 72 su 100 basato su 21 recensioni.